# 木下利次
木下 利次（きのした としつぐ）/ 羽柴 利次（はしば としつぐ）は、江戸時代前期の旗本。豊臣宗家の社稷を継ぐことを認められた。旗本寄合・近江木下家の初代当主。

## 来歴
備中国足守藩主・木下利房の次男として生まれる。叔父に羽柴秀俊として豊臣家にいた小早川秀秋がいる。大坂の陣により豊臣秀頼を当主とする豊臣宗家が滅亡したのち、豊臣家（羽柴家）が断絶することを愁いた大叔母の高台院の養子となって「羽柴利次」となり、高台院のもと公家町の京都新城で養育された。
高台院が死去した後、幕府により苗字を「木下」に改姓させられた。木下家となった羽柴家は高台院の（化粧領・養老料）1万5000石の遺領を大幅に削られ、近江国野洲郡・栗太郡の3000石と豊臣家の社稷を相続することのみが許され、一旗本となった。
貞享4年（1687年）に致仕して家督を長男の利値に譲り、元禄2年（1689年）に83歳で死去した。

## 子孫
利次の子孫は上級旗本・寄合席（大身）として江戸幕府に仕えた。また江戸幕府12代将軍徳川家慶は利次の女系子孫である。

木下利次―木下利値―女子（天野重供室）―天野久斗―天野久豊―女子（押田敏勝室）―香琳院（徳川家斉側室）―徳川家慶